# Comuna de Ostrów Mazowiecka
Ostrów Mazowiecka (polaco: Gmina Ostrów Mazowiecka) é uma gminy (comuna) na Polónia, na voivodia de Mazóvia e no condado de Ostrowski (mazowiecki). A sede do condado é a cidade de Ostrów Mazowiecka.
De acordo com os censos de 2004, a comuna tem 12 735 habitantes, com uma densidade 44,9 hab/km².

## Área
Estende-se por uma área de 283,71 km², incluindo:
- área agricola: 53%
- área florestal: 39%

## Demografia
Dados de 30 de Junho 2004:
|                      | Total   | Total | Mulheres | Mulheres | Homens  | Homens |
| -------------------- | ------- | ----- | -------- | -------- | ------- | ------ |
|                      | pessoas | %     | pessoas  | %        | pessoas | %      |
| População            | 12 735  | 100   | 6329     | 49,7     | 6406    | 50,3   |
| Densidade (pop./km²) | 44,9    | 100   | 22,3     | 22,3     | 22,6    | 22,6   |

De acordo com dados de 2002, o rendimento médio per capita ascendia a 1256,87 zł.

## Subdivisões
- Antoniewo, Biel, Budy-Grudzie, Dybki, Fidury, Guty-Bujno, Jasienica, Jelenie, Jelonki, Kalinowo, Kalinowo-Parcele, Komorowo, Koziki, Koziki-Majdan, Kuskowizna, Lipniki, Nagoszewka, Nagoszewo, Nieskórz, Nowa Grabownica, Nowa Osuchowa, Nowe Lubiejewo, Pałapus, Podborze, Popielarnia, Pólki, Prosienica, Przyjmy, Rogóźnia, Sielc, Smolechy, Stara Grabownica, Stara Osuchowa, Stare Lubiejewo, Stok, Sulęcin-Kolonia, Ugniewo, Wiśniewo, Zakrzewek, Zalesie.

## Comunas vizinhas
- Andrzejewo, Brańszczyk, Brok, Czerwin, Długosiodło, Małkinia Górna, Ostrów Mazowiecka, Stary Lubotyń, Szumowo, Wąsewo, Zaręby Kościelne